# Lumpy Gravy
1968 májusában jelent meg Frank Zappa első szólóalbuma, a Lumpy Gravy. Az album terve már 1966-ban készenállt, amikor Nick Venet producer felajánlotta Zappának egy komolyzenei album felvételének lehetőségét.
Az eredeti felvételen, amit Zappa a Capitol Recordsnak elküldött, teljes egészében nagyzenekar játszott. Ez csak 8 sávos szalagon jelenhetett meg, de az MGM nem engedélyezte kiadását. Zappa szerint a Lumpy Gravy 8 sávos változata az egyik, ha nem a legritkább Zappa-felvétel.
Annak érdekében, hogy kiadhassák, Zappa egy átszerkesztett változatot küldött az MGM-nek. A végső változaton a zenét zongorában felvett, szürreális párbeszédek szakítják meg.
Az album tematikája néhány ponton kapcsolódik a We’re Only in It for the Moneyhoz; a hátoldalon látható szövegbuborékban Zappa ezt mondja: „Ez a We’re Only in It for the Money 2. része?” A Lumpy Gravy fináléja a "Take Your Clothes Off When You Dance" átdolgozott változata.
2009-ben jelent meg az album (és a We’re Only in It for the Money) kiadásának negyvenéves évfordulóára elkészített The Lumpy Money Project/Object című háromlemezes jubilaumi kiadvány.

## Az album dalai
Minden dalt Frank Zappa írt.
1. "Lumpy Gravy, Part One" – 15:48
  - "The Way I See It, Barry"
  - "Duodenum"
  - "Oh No"
  - "Bit of Nostalgia"
  - "It's from Kansas"
  - "Bored Out 90 Over"
  - "Almost Chinese"
  - "Switching Girls"
  - "At the Gas Station"
  - "Another Pickup"
  - "I Don't Know If I Can Go Through This Again"
2. "Lumpy Gravy, Part Two" – 15:51
  - "Very Distraughtening"
  - "White Ugliness"
  - "Amen"
  - "Just One More Time"
  - "A Vicious Circle"
  - "King Kong"
  - "Drums Are Too Noisy"
  - "Kangaroos"
  - "Envelops the Bath Tub"
  - "Take Your Clothes Off"